# Olocausto in Grecia

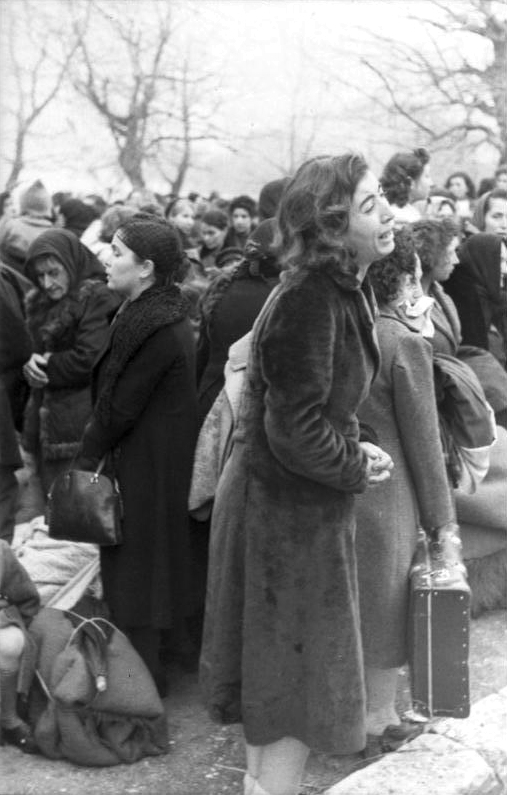
Una giovane donna piange durante la deportazione degli ebrei romanioti di Giannina il 25 marzo 1944. Quasi tutti furono assassinati nel campo di concentramento di Auschwitz.

L'Olocausto in Grecia fu il fenomeno di genocidio vissuto dagli ebrei greci, principalmente a causa della loro deportazione nel campo di concentramento di Auschwitz, durante la seconda guerra mondiale. Nel 1945, morirono tra l'83 e l'87% degli ebrei greci, la percentuale più alta raggiunta in Europa.
Prima della guerra, in Grecia vivevano da 72000 a 77000 ebrei distribuiti in 27 comunità. La maggioranza viveva a Salonicco, circa 50000 persone, una città prima ottomana e poi annessa alla Grecia nel 1912. La maggior parte degli ebrei greci erano sefarditi di lingua giudeo-spagnola, cioè ebrei originari della penisola iberica, con alcuni romanioti di lingua greca, l'antica comunità ebraica originaria della Grecia. Nell'aprile 1941, Germania, Italia e Bulgaria invasero e occuparono la Grecia: durante il primo anno di occupazione, le autorità non adottarono alcuna misura sistematica nei confronti degli ebrei.
Nel marzo 1943, poco più di 4000 ebrei furono deportati dalla zona di occupazione bulgara al campo di sterminio di Treblinka. Dal 15 marzo all'agosto, quasi tutti gli ebrei di Salonicco, insieme a quelli delle comunità limitrofe nella zona di occupazione tedesca, furono deportati nel campo di concentramento di Auschwitz. Nel settembre 1943, la Germania occupò la precedente zona di occupazione italiana, i cui governanti si opposero alla deportazione degli ebrei.
Nel marzo 1944 Atene, Giannina e altri luoghi dell'ex zona italiana furono testimoni del rastrellamento e della deportazione delle comunità ebraiche presenti. A metà del 1944 furono presi di mira gli ebrei che vivevano nelle isole greche. Circa 10000 ebrei sopravvissero all'Olocausto nascondendosi, combattendo con la resistenza greca, o riuscendo a sfuggire alla deportazione.
Dopo la guerra, gli ebrei sopravvissuti incontrarono diversi ostacoli per riavere indietro le loro proprietà da coloro che le acquisirono durante la guerra. Circa la metà dei sopravvissuti emigrò in Israele e in altri paesi nel primo decennio del dopoguerra. L'Olocausto fu a lungo oscurato dagli altri eventi dell'occupazione in tempo di guerra, ma acquisì grande importanza nel XXI secolo.

## Contesto storico

I romanioti di lingua greca sono la più antica comunità ebraica d'Europa, risalente forse al VI secolo a.C. Molti sefarditi di lingua giudeo-spagnola si stabilirono nell'Impero Ottomano, comprese le aree che oggi appartengono alla Grecia, dopo la loro espulsione dalla Spagna e dal Portogallo alla fine del XV secolo: numericamente e culturalmente, arrivarono a dominare la precedente comunità romaniota.
Le comunità ebraiche prebelliche della Grecia meridionale, occidentale e settentrionale avevano ognuna una storia diversa:
- Molti ebrei del Peloponneso e della Grecia centrale furono massacrati durante la guerra d'indipendenza greca, mentre altri fuggirono nell'Impero Ottomano, a causa del sospetto che si opponessero agli insorti greci.[6][7] Il nuovo stato greco indipendente stabilì la Chiesa ortodossa orientale di Grecia come religione di stato condivisa da quasi tutti gli abitanti. Quasi nessun ebreo rimase nella Grecia indipendente, la comunità più numerosa fu costituita da cinquanta famiglie rom in Calcide.[8][9] Dopo l'instaurazione della monarchia in seguito all'indipendenza, un piccolo numero di ebrei ashkenaziti e sefarditi si stabilirono ad Atene, molti al servizio del nuovo re, Ottone di Baviera. Divennero ben integrati nella vita sociale e politica,[10][11] considerandosi greci di fede ebraica.[12]
- La Grecia occidentale, in particolare l'Epiro, ospitò una nuova comunità di romanioti che si insediarono lungo le rotte commerciali della zona, in particolare lungo la Via Egnatia, durante i primi secoli d.C.[13][14] L'emigrazione nel XIX e all'inizio del XX secolo della comunità ebraica di Giannina la lasciò con poche migliaia di ebrei. La Grecia occidentale rimase sotto il dominio ottomano fino alle guerre balcaniche all'inizio del XX secolo.[15]
- Il reinsediamento forzato a Costantinopoli nel 1455 da parte del sultano Mehmet II cancellò quasi del tutto le comunità romaniote della Tracia, della Macedonia e della Grecia centrale.[16] Alla fine del XV secolo, l'Impero Ottomano permise ai sefarditi di trasferirsi sulla costa egea da Larissa a ovest; a questi in seguito si unirono i migranti ashkenaziti ma i sefarditi rimasero dominanti.[17] Prima della seconda guerra mondiale, a Salonicco vivevano circa 50000 ebrei,[18] un centro di cultura sefardita che storicamente aveva la maggioranza ebraica.[19] La città fu pesantemente ellenizzata a seguito del grande incendio di Salonicco del 1917,[20] ma la pluralità demografica ebraica persistette fino all'arrivo di molti profughi greci dalla Tracia orientale e dall'Anatolia nel 1922.[21][22]
- Le isole greche, in particolare Corfù, Rodi e Creta, ospitarono sia comunità sefardite che romaniote sotto il dominio o l'influenza italiana, tanto che molti ebrei di queste isole parlarono l'italiano.[23][24]

Prima delle guerre balcaniche, in Grecia non vivevano più di 10000 ebrei, questo numero aumenterebbe di otto volte considerando le acquisizioni territoriali. Gli ebrei subirono occasionalmente delle violenze antisemite come le rivolte del 1891 a Corfù e il pogrom di Campbell del 1931, perpetrato dall'Unione nazionale greca (EEE) in un sobborgo di Salonicco. A causa del declino economico, molti ebrei lasciarono la Grecia dopo la prima guerra mondiale. All'inizio i ricchi mercanti partirono per l'Europa, l'America Latina e gli Stati Uniti. Negli anni '30, molti ebrei più poveri emigrarono da Salonicco in Palestina. Sotto la forte pressione dovuta all'ellenizzazione, gli ebrei di Salonicco si assimilarono gradualmente alla maggioranza greca, alcuni giovani ebrei acquisirono persino il greco come prima lingua. Lo storico Steven Bowman afferma che mentre la distruzione fisica degli ebrei greci ebbe luogo dal 1943 al 1945, "l'assalto economico, sociale e politico precedette le vicissitudini della seconda guerra mondiale". La frammentazione politica degli ebrei di Salonicco in fazioni opposte di conservatori, sionisti e comunisti né ostacolò la capacità di far fronte agli eventi. Nel 1936 la dittatura di Metaxas rovesciò il già instabile governo. Allo scoppio della seconda guerra mondiale, da 72000 a 77000 ebrei vivevano in 27 comunità in Grecia, di cui la maggioranza a Salonicco.

## Occupazione dell'Asse

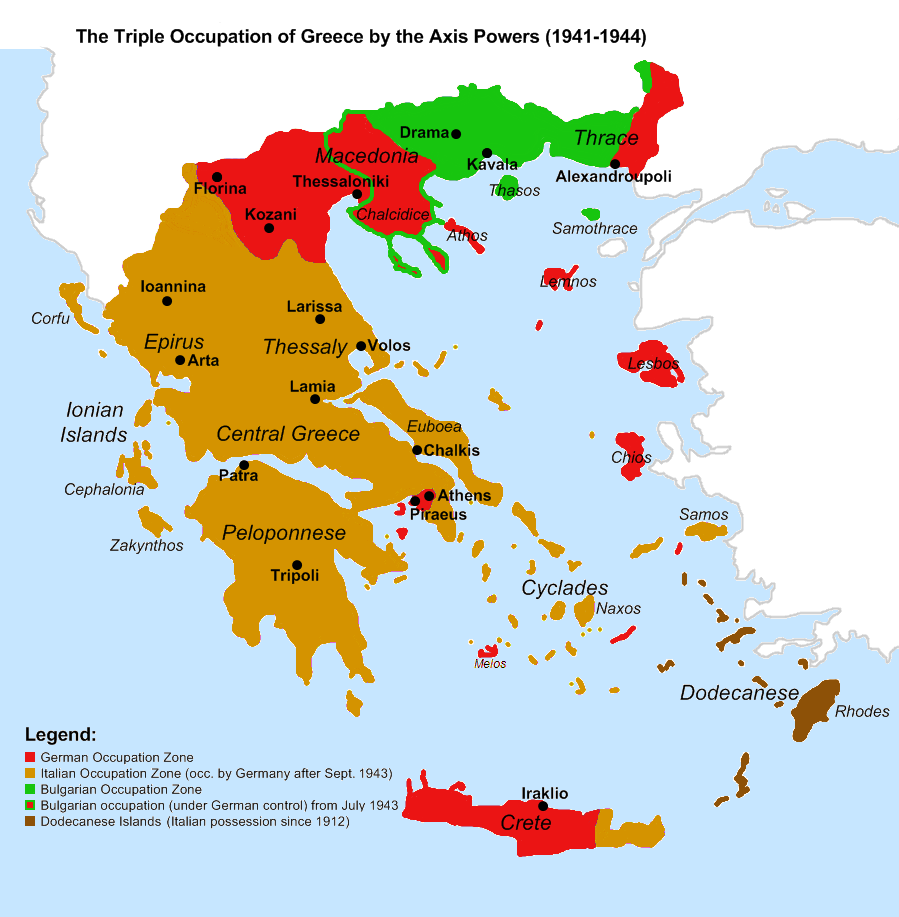

La mattina del 28 ottobre 1940, l'Italia inviò un ultimatum al dittatore Ioannis Metaxas: o consentire alle truppe italiane di occupare la Grecia oppure guerra. Metaxas rifiutò la richiesta e l'Italia invase immediatamente la Grecia. La comunità ebraica riferì che 12898 ebrei combatterono per la Grecia durante la guerra, si contarono 613 morti e 3743 feriti tra cui il colonnello Mordechai Frizis. Durante l'inverno 1940-1941, italiani e greci combatterono in Albania, ma nell'aprile 1941 la Germania si unì alla campagna e occupò tutta la Grecia continentale entro la fine del mese, stessa sorte per Creta a maggio. Il 26 aprile, fu annunciato un nuovo governo formato da un gruppo di generali filo-tedeschi, la famiglia reale fu evacuata a Creta e poi al Cairo, dove diede vita al governo greco in esilio.
A metà del 1941, la Grecia fu suddivisa in tre zone di occupazione. I tedeschi occuparono le aree strategicamente importanti: la Macedonia inclusa Salonicco, il porto del Pireo, gran parte dell'isola di Creta e alcune isole dell'Egeo, consentendo agli italiani di prendere quasi tutta la Grecia continentale e molte isole; la Bulgaria occupò la Tracia occidentale e la Macedonia orientale, dove intraprese immediatamente un duro programma di "bulgarizzazione" spingendo più di 100000 profughi greci verso ovest. Il governo collaborazionista greco iniziò a considerare la Bulgaria come la principale minaccia e fece tutto il possibile per assicurarsi il sostegno tedesco nel frenare la Bulgaria. Nel giugno 1943, alcune zone della Macedonia orientale passarono dall'occupazione tedesca a quella bulgara.

## Persecuzione antiebraica

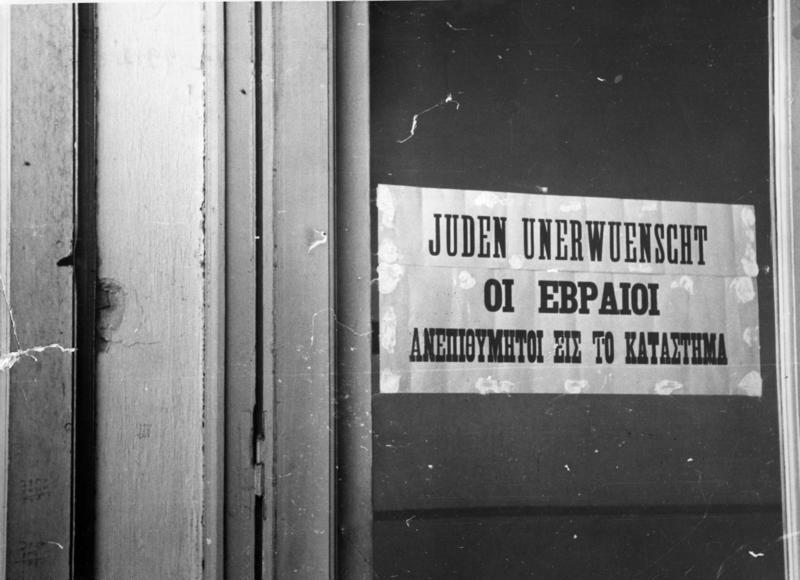
Cartello "Ebrei indesiderabili" a Salonicco, 1941

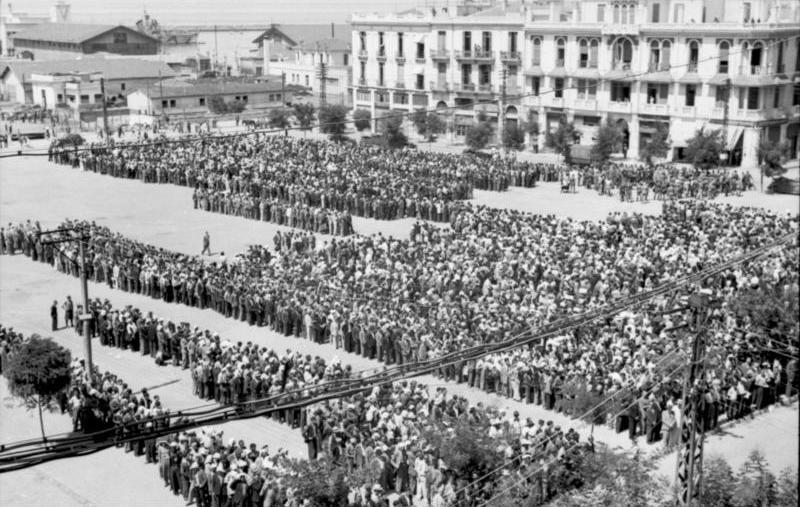
Rastrellamento di 9.000 ebrei a Salonicco, 11 luglio 1942

Immediatamente dopo l'occupazione, le unità di polizia tedesche effettuarono alcuni arresti sulla base degli elenchi di persone ritenute sovversive, e tra queste gli intellettuali ebrei greci e l'intero consiglio della comunità ebraica di Salonicco. La task force del Reichsleiter Rosenberg esaminò i beni ebraici una settimana dopo l'occupazione. Per ingraziarsi i tedeschi, il primo ministro Georgios Tsolakoglou annunciò di un "problema ebraico" in Grecia, un termine che non faceva parte del discorso prebellico, aggiungendo, "questa questione sarà definitivamente risolta nel quadro del Nuovo Ordine in Europa".
La confisca delle proprietà, sia agli ebrei che ai non ebrei, fu intrapresa su vasta scala: i ricchi ebrei furono arrestati e le loro attività espropriate. Durante il primo anno di occupazione, gli ebrei patirono le stesse difficoltà degli altri greci, inclusa la carestia greca del 1941 e l'iperinflazione. L'attività del mercato nero fu diffusa nonostante fosse punibile con l'esecuzione immediata. La carestia colpì in modo sproporzionato gli ebrei greci, molti di loro appartenevano al proletariato urbano e non avevano legami con la campagna. A Salonicco, le forze di occupazione tedesche cercarono di esacerbare le divisioni tra gli ebrei greci e la popolazione cristiana, incoraggiando i giornali a stampare materiale antisemita e rianimando l'Unione nazionale greca, messa al bando da Metaxas. Nella zona di occupazione bulgara, centinaia di ebrei traci furono costretti a entrare nei battaglioni di lavoro bulgari, sfuggendo così alla carestia e alla deportazione degli ebrei traci nel 1943.
I collaborazionisti greci fornirono i nomi dei presunti comunisti alle autorità tedesche, furono tenuti in ostaggio per poi essere uccisi come rappresaglia per le attività della resistenza. Il numero di ebrei tra queste vittime fu sovradimensionato. Nella seconda metà del 1941, a Salonicco, furono confiscate le proprietà ebraiche per ospitare i cristiani le cui residenze furono distrutte dai bombardamenti o che fuggirono dalla zona di occupazione bulgara. Nel febbraio 1942, il governo collaborazionista acconsentì alle richieste tedesche e licenziò Georgios Daskalakes, funzionario di alto rango, a motivo della sua presunta discendenza ebraica. Subito dopo accettò di vietare a tutti gli ebrei di lasciare il paese su richiesta tedesca.
L'11 luglio 1942, 9000 uomini ebrei furono radunati per la registrazione in piazza Eleftherias a Salonicco in un'operazione congiunta tra tedeschi e governo collaborazionista greco. Gli ebrei riuniti furono pubblicamente umiliati. Dopo questa registrazione, ben 3500 uomini ebrei furono arruolati nei battaglioni di lavoro dall'Organizzazione Todt, un'organizzazione nazista di ingegneria civile e militare: i gendarmi greci stettero di guardia mentre i lavoratori furono trasferiti nei luoghi di lavoro e gli ex ufficiali militari greci supervisionarono i progetti di lavoro. Le condizioni furono così dure che centinaia di ebrei persero la vita, alcuni fuggirono ma i tedeschi spararono agli altri per rappresaglia, non protestarono né le autorità greche né la Chiesa ortodossa. Come riscatto per i braccianti, la comunità ebraica pagò due miliardi di dracme e rinunciò al cimitero ebraico di Salonicco, che l'amministrazione comunale aveva cercato di strappare loro per anni. Il comune di Salonicco distrusse il cimitero a partire dal dicembre 1942 e molte delle lapidi furono riutilizzate per la costruzione. Entro la fine del 1942, più di mille ebrei fuggirono da Salonicco verso Atene, per lo più ricchi dato che il viaggio costò 150000 dracme dell'epoca (equivalenti a £ 14000 sterline nel 2020).

## Deportazione
Gli ebrei greci che vivevano a Parigi, Lione e Marsiglia furono deportati nel 1942 nel campo di concentramento di Auschwitz durante gli eventi dell'Olocausto in Francia; non si conoscono proteste sollevate da diplomatici greci. Lo storico Christopher Browning sostiene che il dittatore tedesco Adolf Hitler ordinò la deportazione degli ebrei di Salonicco il 2 novembre 1941, citando un passaggio nel diario di Gerhard Engel in cui si afferma che Hitler "chiede che gli elementi ebrei siano rimossi da Salonicco". Il rabbino capo di Salonicco, Zvi Koretz, fu internato a Vienna dal maggio 1941 al gennaio 1942, un anno prima dell'inizio del processo di deportazione a Salonicco.
La costruzione delle difese per un possibile attacco alleato nell'Egeo settentrionale coincise con i preparativi per la deportazione degli ebrei di Salonicco e l'impiego del consigliere tedesco Theodor Dannecker in Bulgaria per garantire che anche la Tracia occidentale fosse sgomberata. Hitler credette che le popolazioni ebraiche avrebbero ostacolato le difese dell'Asse in caso di invasione. Secondo lo storico Andrew Apostolou, la prospettiva di una vittoria alleata portò la leadership greca a coprire le proprie aspettative, continuando a collaborare con i tedeschi per scongiurare le aspirazioni bulgare per l'annessione permanente della Tracia occidentale e della Macedonia, creando al contempo le prove per scagionarsi nel caso di vittoria degli Alleati. Sia l'amministrazione collaborazionista che i governi del dopoguerra sfruttarono gli eventi legati alla guerra come un'opportunità per "ellenizzare" la Grecia settentrionale, l'area da Corfù al confine turco che fu la più nociva per gli ebrei durante l'Olocausto. Questo periodo vide anche l'espulsione degli albanesi Cham e lo sfollamento di molti macedoni etnici.
Complessivamente, 60000 ebrei furono deportati dalla Grecia verso Auschwitz; circa 12750 persone furono risparmiate dall'immediata gasazione e non più di 2000 tornarono a casa dopo la guerra. Gli ebrei non furono necessariamente consapevoli del destino che li attese, alcuni pensarono di essere messi ai lavori forzati in Polonia. I treni furono così stipati da non avere spazio per sedersi durante il viaggio durato tre settimane: metà dei viaggiatori morì durante la trasferta, alcuni impazzirono e la maggior parte di loro non riuscì a resistere all'arrivo ad Auschwitz. Dopo la deportazione, quasi tutti i beni di proprietà degli ebrei furono venduti dalle autorità, saccheggiati o nazionalizzati dal governo greco. I cristiani entrarono nei distretti ebraici subito dopo essere stati lasciati liberi per saccheggiarli.

### Tracia (marzo 1943)
Prima dell'alba del 4 marzo 1943, furono arrestati 4058 dei 4273 ebrei nella Macedonia, regione occupata dalla Bulgaria, e nella Tracia occidentale. Questo rastrellamento fu pianificato il 22 febbraio e comportò che l'esercito bulgaro chiudesse i quartieri in modo che la polizia potesse condurre gli arresti basati sugli elenchi di nomi e indirizzi. Gli ebrei furono quindi trasferiti nei campi di Gorna Džumaja (oggi Blagoevgrad) e Dupnica, dove furono trattenuti per alcune settimane e poi deportati nel campo di sterminio di Treblinka attraverso il Danubio. In meno di un mese fu assassinato il 97% degli ebrei nella zona di occupazione bulgara, nessuno dei deportati è sopravvissuto. Dannecker riferì che la deportazione "è stata effettuata senza alcuna reazione particolare da parte della popolazione locale". Le autorità bulgare videro la rimozione dei gruppi etnici non bulgari, inclusi ebrei e greci, come un passo necessario per fare spazio ai coloni bulgari.

### Salonicco (marzo-agosto 1943)

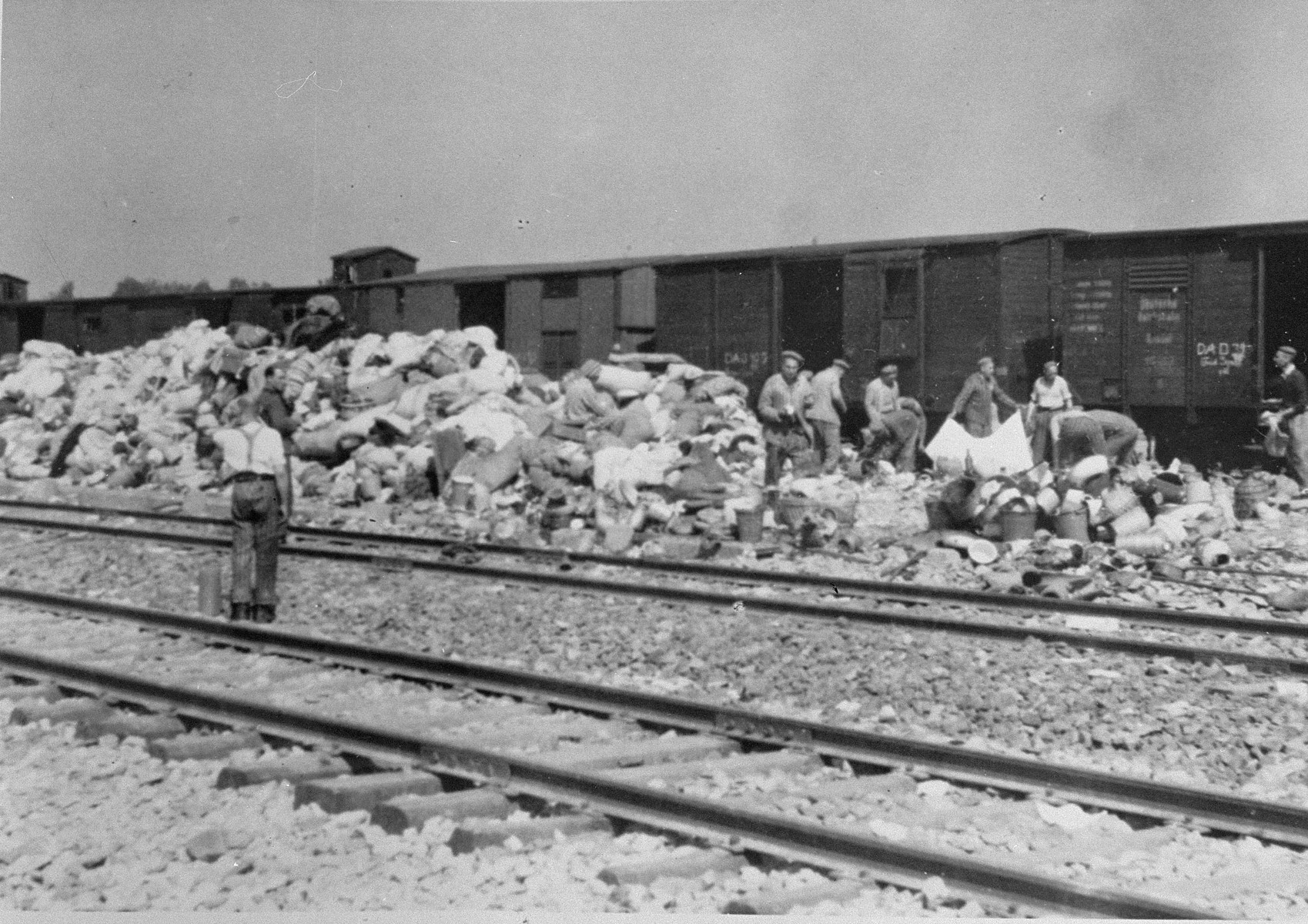
Prigionieri che smistano i beni confiscati ad Auschwitz II-Birkenau, all'inizio del 1944. Tra loro c'è Chaim Rephael, deportato da Salonicco.

La preparazione per la deportazione degli ebrei di Salonicco iniziò nel gennaio 1943. Un funzionario tedesco, Günther Altenburg, informò il primo ministro del governo collaborazionista, Konstantinos Logothetopoulos, il 26 gennaio, ma non vi è alcuna traccia che abbia preso provvedimenti per impedire le deportazioni, tranne due lettere di protesta scritte dopo che furono già iniziate. Nonostante le lettere, il governo collaborazionista continuò a collaborare nella deportazione. Le autorità di occupazione italiane e il console Guelfo Zamboni protestarono vigorosamente, rilasciarono la cittadinanza italiana agli ebrei greci e organizzarono dei viaggi ad Atene per centinaia di ebrei con cittadinanza italiana o straniera.
Il 6 febbraio, il gruppo delle SS incaricato della deportazione arrivò in città e stabilì il quartier generale in via Velissariou 42, in una villa ebraica confiscata. I suoi capi, Alois Brunner e Dieter Wisliceny, rimasero al primo piano mentre i ricchi ebrei vennero torturati nel seminterrato. Arrivarono con una serie di decreti anti-ebraici intesi a stabilire le leggi di Norimberga ed emanarono il primo decreto che richiese agli ebrei senza cittadinanza straniera di indossare la stella gialla. I nazisti istituirono il ghetto del barone Hirsch vicino alla stazione dei treni, il 4 marzo, racchiuso nel filo spinato. I poliziotti regolari greci sorvegliarono il ghetto mentre l'ordine interno fu responsabilità di una forza di polizia ebraica. I primi ebrei trasferiti all'interno furono quindici famiglie ebree da Langadas, ma ben 2500 ebrei alla volta riempirono l'area.
Alcuni ebrei fuggirono sulle montagne e si unirono ai gruppi di resistenza o fuggirono ad Atene, la maggior parte non ci riuscì. Il primo trasporto da Salonicco partì il 15 marzo 1943. La maggior parte degli ebrei fu deportata entro la metà di giugno, ma l'ultimo dei trasporti partì il 10 agosto, trasportando 1800 uomini ebrei di Salonicco che furono impegnati nel lavoro forzato. Complessivamente circa 45200 ebrei furono deportati da Salonicco verso Auschwitz e altri 1700 da altre cinque comunità nella zona di occupazione tedesca furono deportati via Salonicco: Florina e Veria nella Macedonia occidentale e Soufli, Nea Orestiada e Didymoticho nella striscia lungo il confine turco. Circa 600 ebrei, per lo più cittadini spagnoli e membri del Consiglio ebraico, furono invece deportati nel campo di concentramento di Bergen-Belsen. Complessivamente, fu assassinato il 96% degli ebrei di Salonicco.
Dopo la cessazione di tutte le attività ebraiche il 6 marzo, si scoprì che 500 delle 1700 agenzie mercantili ebraiche furono coinvolte nel commercio estero e la loro chiusura avrebbe causato delle perdite commerciali alle aziende tedesche, portando alla decisione di continuare a gestire le attività con una nuova proprietà. Alla fine di maggio, fu istituita un'agenzia governativa greca chiamata Servizio di gestione del patrimonio degli ebrei per sovrintendere alle proprietà degli ebrei deportati. I greci espulsi dalle aree occupate dalla Bulgaria furono autorizzati a vivere in alcune delle ex abitazioni ebraiche (11000 appartamenti furono confiscati agli ebrei) mentre molti tedeschi e greci si arricchirono grazie ai proventi dei beni espropriati. L'oro confiscato agli ebrei fu utilizzato per scongiurare l'inflazione tanto da avere un impatto significativo sull'economia greca. Lo storico Kostis Kornetis afferma che "l'eliminazione degli ebrei dalla vita economica [di Salonicco] è stata infine accolta con favore sia dalle élite che dal pubblico in generale".

### Retata della Pasqua ebraica (marzo 1944)
Nel settembre 1943, la Germania occupò la zona italiana in seguito all'armistizio di Cassibile. Le restanti quindici comunità ebraiche contarono meno di 2000 persone e si trovarono vicino ai porti o alle strade principali. Jürgen Stroop fu nominato superiore delle SS e capo della polizia nella Grecia occupata, in parte anche per facilitare la deportazione degli ebrei ateniesi. Stroop ordinò al rabbino capo di Atene, Elias Barzilai, di produrre un elenco degli ebrei. Barzilai affermò che il registro della comunità fu distrutto durante un raid della collaborazionista Organizzazione patriottica socialista ellenica (EPSO) l'anno precedente. Stroop gli ordinò di stilare una nuova lista. Invece Barzilai avvertì gli ebrei di fuggire, e fuggì con l'aiuto del gruppo di resistenza di sinistra, il Fronte di Liberazione Nazionale (EAM). Barzilai negoziò un accordo con l'EAM: in cambio del ricovero degli ebrei nelle aree controllate dai ribelli, pagò l'intera riserva in contanti della comunità ebraica.
Il 4 ottobre Stroop istituì il coprifuoco per gli ebrei e ordinò loro di registrarsi alla sinagoga. Nonostante la minaccia della pena di morte per la mancata registrazione, anche per gli eventuali soccorritori cristiani, solo 200 persone si registrarono mentre molti altri seguirono l'esempio di Barzilai e fuggirono. Senza truppe sufficienti, e di fronte all'opposizione del governo collaborazionista greco guidato da Ioannis Rallis, i nazisti dovettero rimandare le operazioni di deportazione all'anno successivo. Sotto pressione, Rallis approvò le leggi per la confisca dei beni di proprietà degli ebrei. Mentre gli ebrei ricchi e della classe media poterono nascondersi, coloro che si registravano presso le autorità provenivano prevalentemente dalle classi inferiori della società che non avevano le risorse finanziarie per nascondersi. Nei sei mesi successivi, altri ebrei furono attirati fuori dalla clandestinità poiché le loro risorse economiche si esaurirono. Il ritardo nell'attuazione della deportazione portò al compiacimento di alcuni ebrei. In alcuni luoghi, gli ebrei non hanno colto l'occasione per fuggire a causa della mancanza di consapevolezza della minaccia, del fallimento della leadership ebraica, degli atteggiamenti negativi nei confronti della resistenza e della riluttanza a lasciare indietro i membri della famiglia.
Nel gennaio 1944, Adolf Eichmann sostituì Wisliceny con Anton Burger, incaricato di deportare gli ebrei greci il più rapidamente possibile. Nel marzo 1944, la Pasqua ebraica fu utilizzata come copertura per i rastrellamenti coordinati in tutta la Grecia effettuati dalla Geheime Feldpolizei (la polizia militare tedesca) e dalla gendarmeria greca. Il 23 marzo, il pane azzimo fu distribuito in una sinagoga di Atene: i 300 ebrei che cercarono di raccogliere il pane furono arrestati e altri perseguitati più tardi quel giorno sulla base degli elenchi di registrazione. La polizia greca generalmente si rifiutò di arrestare tutti gli ebrei non presenti nell'elenco, risparmiando così la vita a un certo numero di bambini. Alla fine della giornata, i 2000 ebrei catturati furono imprigionati nel campo di concentramento di Haidari fuori città. Il 24 marzo, gli ebrei di tutte le restanti comunità della Grecia continentale furono arrestati, tra cui a Patrasso, Chalkida, Giannina, Arta, Preveza, Larissa, Volos e Kastoria. La maggior parte degli ebrei a Giannina e Kastoria furono arrestati con percentuali più alte che altrove. Il 2 aprile un treno partì da Atene, caricando altri ebrei durante il suo viaggio verso nord. Quasi cinquemila ebrei furono deportati dalla Grecia, arrivando ad Auschwitz nove giorni dopo.

### Deportazione dalle isole greche (giugno-agosto 1944)

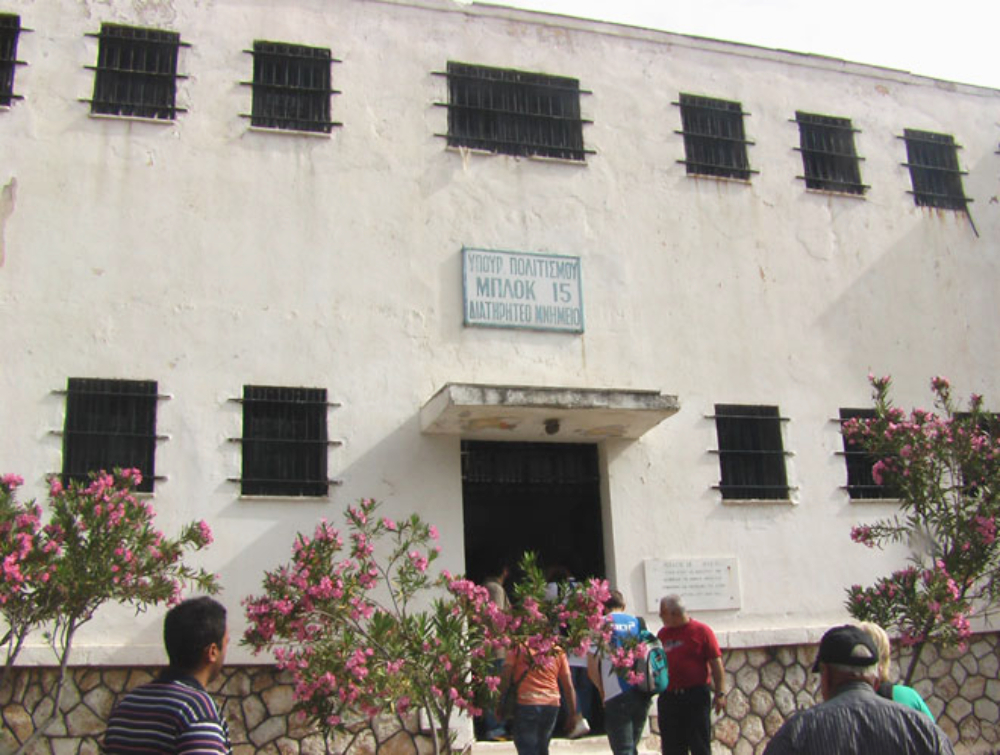
Il blocco 15 del campo di concentramento di Haidari nel 2009

Dopo la retata di Pasqua, i nazisti si concentrarono sulle comunità ebraiche delle isole greche. L'intera comunità ebraica cretese, 314 persone a Chania e 26 a Heraklion, fu radunata il 20 maggio e lasciò il porto di Souda Bay il 7 giugno. Rimasero tutti uccisi quando gli Alleati affondarono la nave. Dopo l'armistizio del 1943, la guarnigione italiana di Corfù rifiutò di arrendersi e la Germania occupò l'isola con la forza in seguito alle battaglie che lasciarono in rovina il quartiere ebraico. Nonostante gli avvertimenti dei soldati italiani, gli ebrei non si nascosero sulle montagne. L'8 giugno, gli ebrei di Corfù furono radunati e deportati tramite navi e treni ad Haidari. Il sindaco di Corfù ha dichiarato: "I nostri buoni amici tedeschi hanno ripulito l'isola dalla marmaglia ebraica", l'unico caso in cui un funzionario greco ha approvato pubblicamente la deportazione degli ebrei. Gli ebrei di Corfù furono deportati da Haidari in Polonia il 21 giugno.
Le isole del Dodecaneso facevano parte dell'Italia già prima della guerra. Alla fine del 1943, gli inglesi occuparono brevemente Kos ed evacuarono migliaia di cristiani greci, ma non gli ebrei dell'isola. Il 23 luglio 1944, 1661 ebrei di Rodi furono costretti a salire a bordo di una barca che li portò al Pireo. A Leros la barca si fermò per caricare altri 94 ebrei di Kos. Insieme ad altri circa 700-900 ebrei catturati ad Atene e dintorni, furono deportati ad Auschwitz il 3 agosto, arrivando il 16 agosto. Solo 157, e cioè il 9% degli ebrei, di Rodi e Kos tornarono. Questa operazione, l'ultima deportazione durante l'Olocausto in Grecia, fu effettuata due mesi prima della fine dell'occupazione dell'Asse. I pochi ebrei che si nascondevano nelle isole minori furono lasciati soli.

## Evasione e resistenza

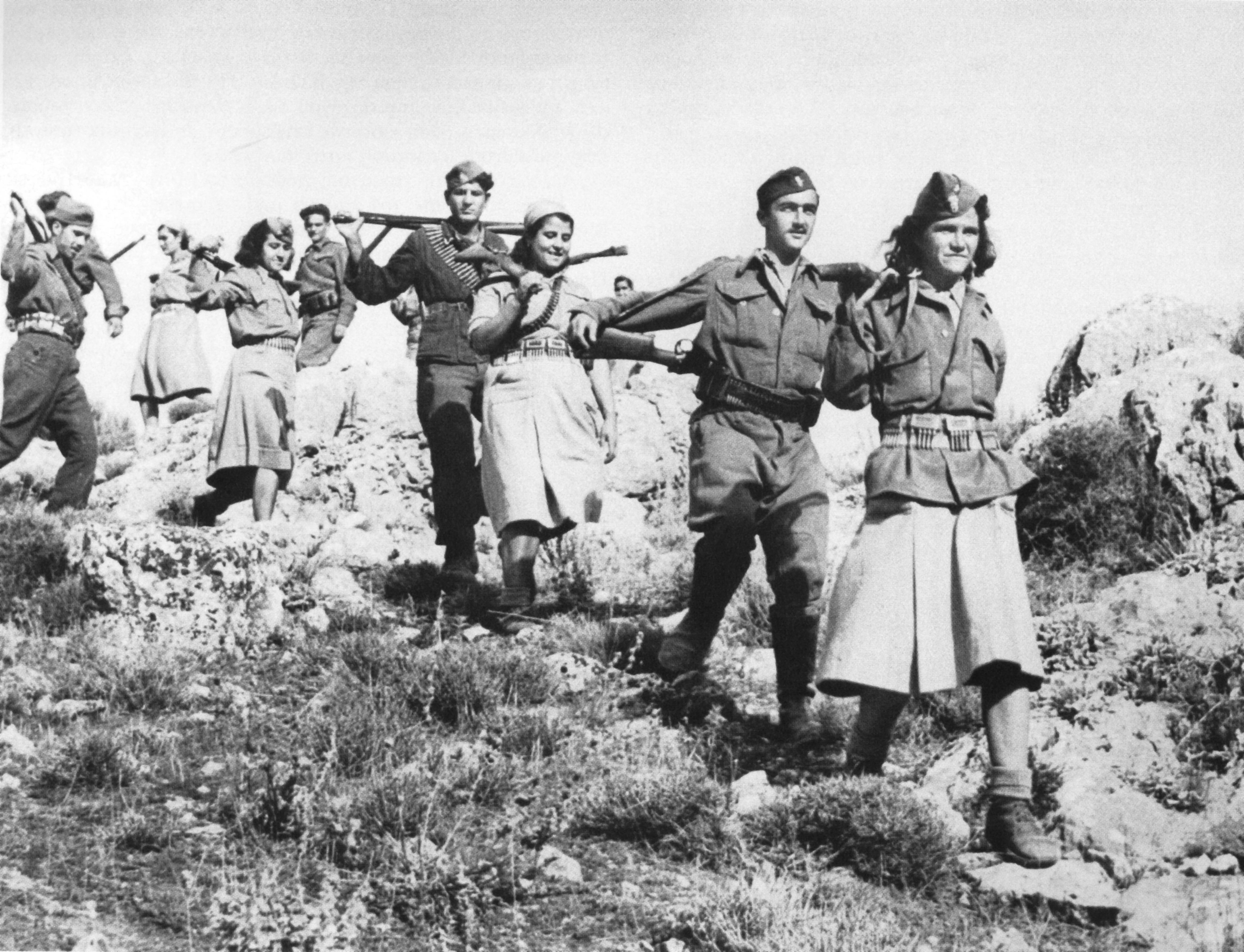
Combattenti dell'ELAS, ottobre 1944, tra cui Salvatore Bacolas (secondo da destra), ebreo greco

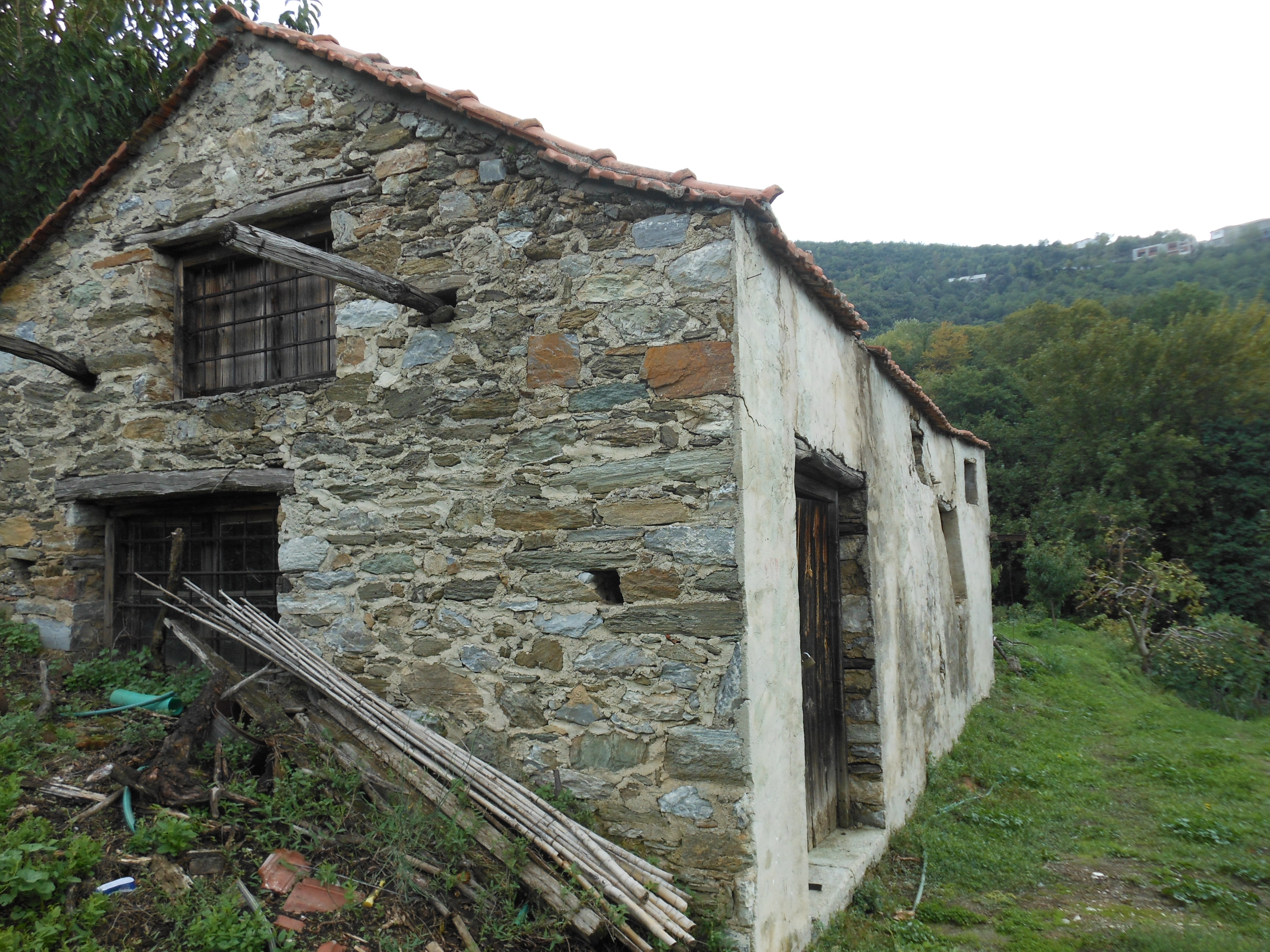
Edificio di proprietà della famiglia Voliotis nel villaggio di Lachonia vicino a Pelion, dove vissero e si nascosero i membri della famiglia Hakim durante l'occupazione nazista

I tassi di sopravvivenza nelle diverse regioni variavano notevolmente a causa di una molteplicità di fattori, come i tempi delle deportazioni, l'atteggiamento delle autorità locali e il grado di integrazione delle comunità ebraiche. Secondo il sopravvissuto greco all'Olocausto Michael Matsas, i fattori decisivi che influenzarono i tassi di sopravvivenza furono la forza delle organizzazioni di resistenza e la reazione della leadership ebraica. Dopo la deportazione degli ebrei di Salonicco e la fine dell'occupazione italiana, migliaia di ebrei si unirono alla resistenza o si nascosero. In molte zone della Tessaglia, della Grecia centrale e del Peloponneso (inclusa Atene), le morti per l'Olocausto furono relativamente basse. Le attività della resistenza di sinistra in Tessaglia sono accreditate con il più alto tasso di sopravvivenza. Alcune comunità ebraiche minori, comprese quelle di Karditsa e Agrinio (di circa 80 persone ciascuna), fuggirono completamente nei villaggi di montagna controllati dall'Esercito popolare di liberazione greco (ELAS); 55 ebrei di Veria furono nascosti nel vicino villaggio di Sykia per quindici-diciassette mesi. Sopravvissero almeno due terzi degli ebrei che vivevano ad Atene e Larissa prima della guerra.
L'arcivescovo Damaskinos, capo della Chiesa di Grecia, protestò fortemente contro il maltrattamento degli ebrei greci e rilasciò molti certificati di battesimo falsi. Fu l'unico leader di una grande chiesa europea a condannare l'Olocausto. Il capo della polizia di Atene, Angelos Evert, salvò centinaia di ebrei rilasciando carte false.
I 275 ebrei di Zante furono interamente risparmiati perché il comandante della guarnigione austriaca (dalla 999ª divisione leggera dell'Africa) non eseguì l'ordine di espulsione in seguito alle proteste del sindaco locale e del prelato cristiano ortodosso, i quali rivelarono il proprio nome quando fu ordinato di presentare l'elenco degli ebrei. Lo storico Giorgos Antoniou afferma che "il confine tra assistenza disinteressata ed egoistica è il più delle volte difficile da distinguere", e la rapina degli ebrei in clandestinità "non era cosa rara". A differenza di altri paesi, i rabbini greci incoraggiarono gli ebrei ad accettare i falsi certificati di battesimo. Molti ebrei nascosti si convertirono al cristianesimo e non necessariamente tornarono al giudaismo dopo la guerra.
La resistenza greca accettò prontamente i volontari ebrei nei suoi ranghi; Almeno 650 combattenti della resistenza ebrei sono conosciuti per nome e potrebbero essere stati fino a 2000. Gli ebrei combatterono principalmente nell'ELAS, ma ce ne furono anche alcuni nelle organizzazioni di resistenza rivali EDES (Lega nazionale repubblicana greca) e National and Social Liberation (EKKA). A differenza delle altre organizzazioni di resistenza, l'EAM ha pubblicamente fatto appello ai greci affinché aiutassero i loro concittadini ebrei, e reclutato attivamente i giovani ebrei per unirsi all'ELAS. Migliaia di ebrei, forse fino a 8000, ricevettero assistenza da EAM/ELAS, in alcuni casi, l'EAM ha rifiutato di aiutare gli ebrei se non avesse ricevuto il pagamento per l'operazione. I contrabbandieri greci addebitarono agli ebrei 300 sterline palestinesi per barca, trasportando circa due dozzine di ebrei a Çeşme in Turchia attraverso l'Eubea, ma in seguito ELAS e l'Haganah negoziarono il prezzo di un pezzo d'oro per ebreo. Nel giugno 1944, 850 ebrei erano fuggiti a Çeşme, nonostante l'ostruzione dell'intelligence britannica.

## Conseguenze

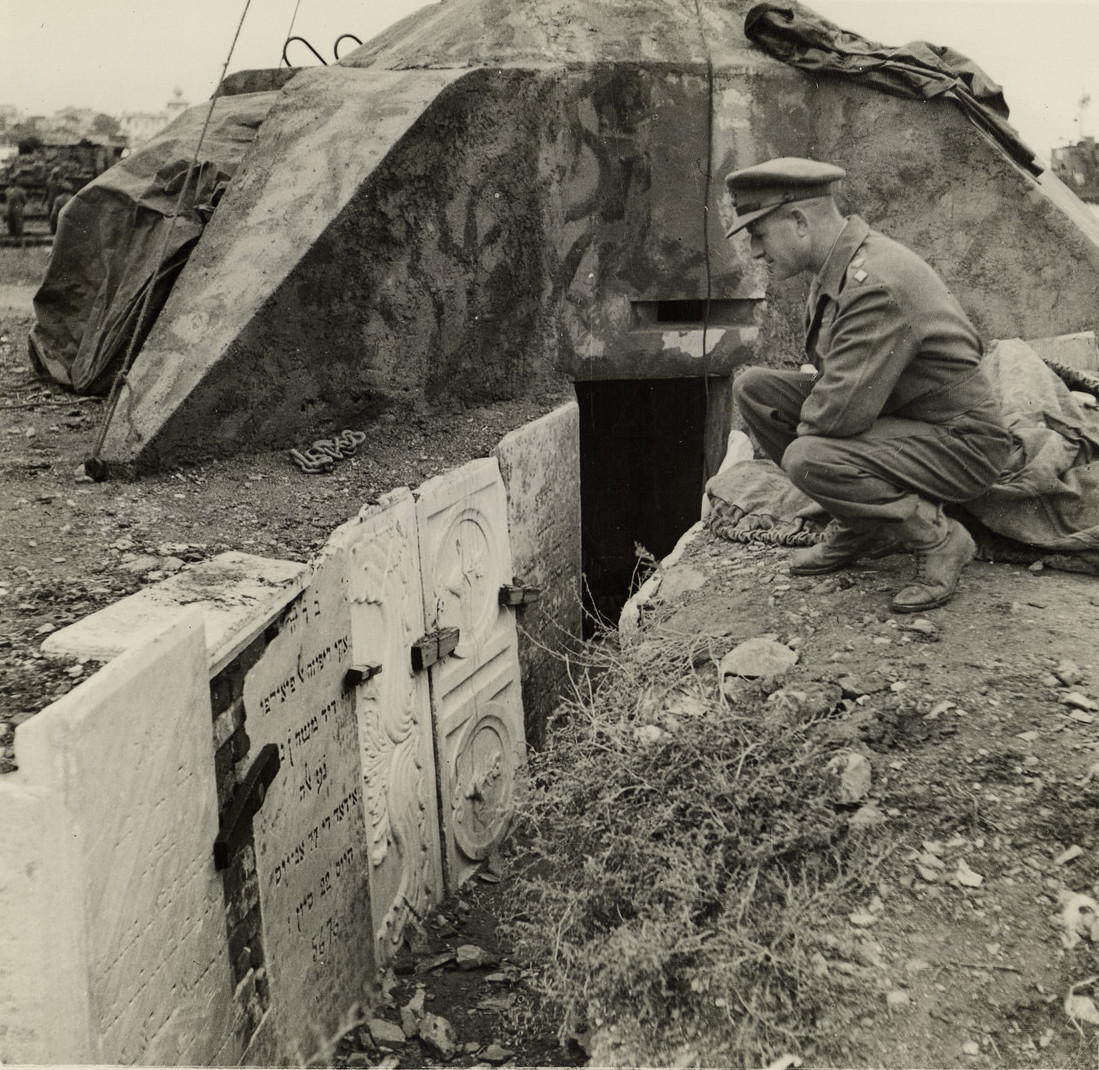
Soldato britannico che guarda le lapidi profanate del cimitero ebraico di Salonicco, 1944.

Tutta la Grecia continentale fu riconquistata dall'Asse nel novembre 1944. Circa 10000 ebrei greci sopravvissero all'Olocausto, con un tasso di mortalità compreso tra l'83 e l'87%. Questo fu il più alto tasso di mortalità registrato per l'Olocausto nei Balcani e tra i più alti in Europa. I sopravvissuti furono nettamente divisi tra i sopravvissuti nei campi e il maggior numero che sopravvisse in Grecia o tornò dall'estero. Circa la metà di coloro che tornarono dai campi di concentramento rimase solo brevemente in Grecia prima di emigrare nuovamente mentre altri rimasero all'estero. Anche il Ministero degli Esteri greco tentò di ritardare o di impedire il loro ritorno in Grecia.
A Salonicco, i sopravvissuti ebrei ai campi vennero spesso chiamati "dolci di sapone inutilizzati". Quasi tutti persero dei membri della famiglia. La disintegrazione delle famiglie e l'indisponibilità di professionisti religiosi resero quasi impossibile mantenere la tradizionale osservanza religiosa ebraica. Il governo greco evitò di perseguire i collaboratori e nel 1959 approvò una legge, abrogata nel 2010, che impedì qualsiasi persecuzione degli autori dell'Olocausto per i crimini commessi in Grecia. Per decenni, il governo greco rifiutò le ripetute richieste della comunità ebraica di estradare e processare Brunner, che visse in Siria. Tutto lo spettro politico considerò indesiderabile un processo di alto profilo perché avrebbe attirato l'attenzione sugli eventi legati all'Olocausto nel nord della Grecia.
Nel novembre 1944, il governo greco annullò la legge sull'arianizzazione e approvò la prima misura in Europa per la restituzione delle proprietà confiscate ai legittimi proprietari ebrei o ai loro eredi, mentre le proprietà senza eredi alle organizzazioni ebraiche. Questa legge non fu però realmente applicata. Privi di qualsiasi proprietà e di un luogo in cui vivere, gli ebrei si trovarono a dormire nei rifugi improvvisati in condizioni paragonabili ai campi di concentramento nazisti. La maggior parte degli ebrei trovò difficile o impossibile riconquistare le proprietà acquisite da non ebrei durante la guerra. A Salonicco, fu restituito il 15%, o anche meno, delle proprietà ebraiche e solo 30 ebrei riuscirono a recuperare tutti i loro beni immobili. La restituzione delle proprietà del dopoguerra, tuttavia, fu in qualche modo più facile nell'ex zona occupata dagli italiani. I tribunali greci di solito si pronunciarono contro i sopravvissuti e il mancato riacquisto delle proprietà portò molti ebrei a emigrare; gli emigranti persero la cittadinanza greca e qualsiasi diritto alla proprietà in Grecia. Il conflitto sulla proprietà alimentò anche diversi incidenti antisemiti. I cimiteri ebraici subirono l'espropriazione e la distruzione anche dopo la guerra. La Germania occidentale pagò i risarcimenti alla Grecia ma nessuna somma fu messa da parte per risarcire gli ebrei greci.
Come in altri paesi europei, gli enti di beneficenza ebraici americani, in particolare l'American Jewish Joint Distribution Committee (JDC), coordinarono i soccorsi per aiutare i sopravvissuti. Scettico sul fatto che gli ebrei avessero un futuro nell'Europa sudorientale, il JDC diede priorità agli aiuti per coloro in viaggio verso la Palestina. Gli ebrei sefarditi negli Stati Uniti raccolsero denaro per pagare le doti in modo che gli ebrei greci potessero sposarsi, oltre a inviare oggetti come vestiti, scarpe e cibo. I sionisti organizzarono programmi di hakhshara intesi a preparare gli ebrei all'emigrazione nella Palestina.
Molti ebrei sostennero i partiti di sinistra prima della seconda guerra mondiale e l'aiuto che ricevettero dall'EAM rafforzò le loro simpatie di sinistra. Queste connessioni li resero politicamente sospetti, al punto che alcuni greci riusarono la propaganda nazista equiparando gli ebrei ai comunisti. Alcuni ebrei sospettati di simpatie di sinistra furono arrestati, torturati o assassinati durante la repressione nel 1945 e nel 1946. Al contrario, il clima politico permise ai collaboratori nazisti di definirsi cittadini leali e anticomunisti. Dal 1946 al 1949, la guerra civile greca fu combattuta tra il governo monarchico e gli insorti di sinistra che erano succeduti a EAM/ELAS. Secondo Bowman, "c'era una forte corrente di antisemitismo e tradizionale odio contro gli ebrei" nella coalizione anticomunista. Alcuni ebrei furono arruolati nell'esercito, mentre altri combatterono con gli insorti. Dopo la sconfitta degli insorti, alcuni comunisti ebrei furono giustiziati o imprigionati e altri sistematicamente emarginati dalla società. Per alcuni ebrei la leva, che si poteva evitare solo emigrando e rinunciando alla cittadinanza greca, fu l'ultimo atto che li spinse a lasciare il paese.
La religione distinta degli ebrei in uno stato che fu sempre più definito nell'ortodossia greca, così come la loro simpatia per la sinistra politica, epurata dopo la guerra civile greca, hanno contribuito alla loro crescente alienazione dalla società greca. Entro il decennio successivo alla guerra, la popolazione ebraica della Grecia si era ridotta della metà e da allora è rimasta stabile.
Nel 2017, la Grecia ha approvato una legge che consente ai sopravvissuti greci all'Olocausto e ai loro discendenti che avevano perso la cittadinanza greca di riacquistarla. Nel 2021, circa 5000 ebrei vivono in Grecia, principalmente ad Atene (3000) e Salonicco (1000).

## Eredità

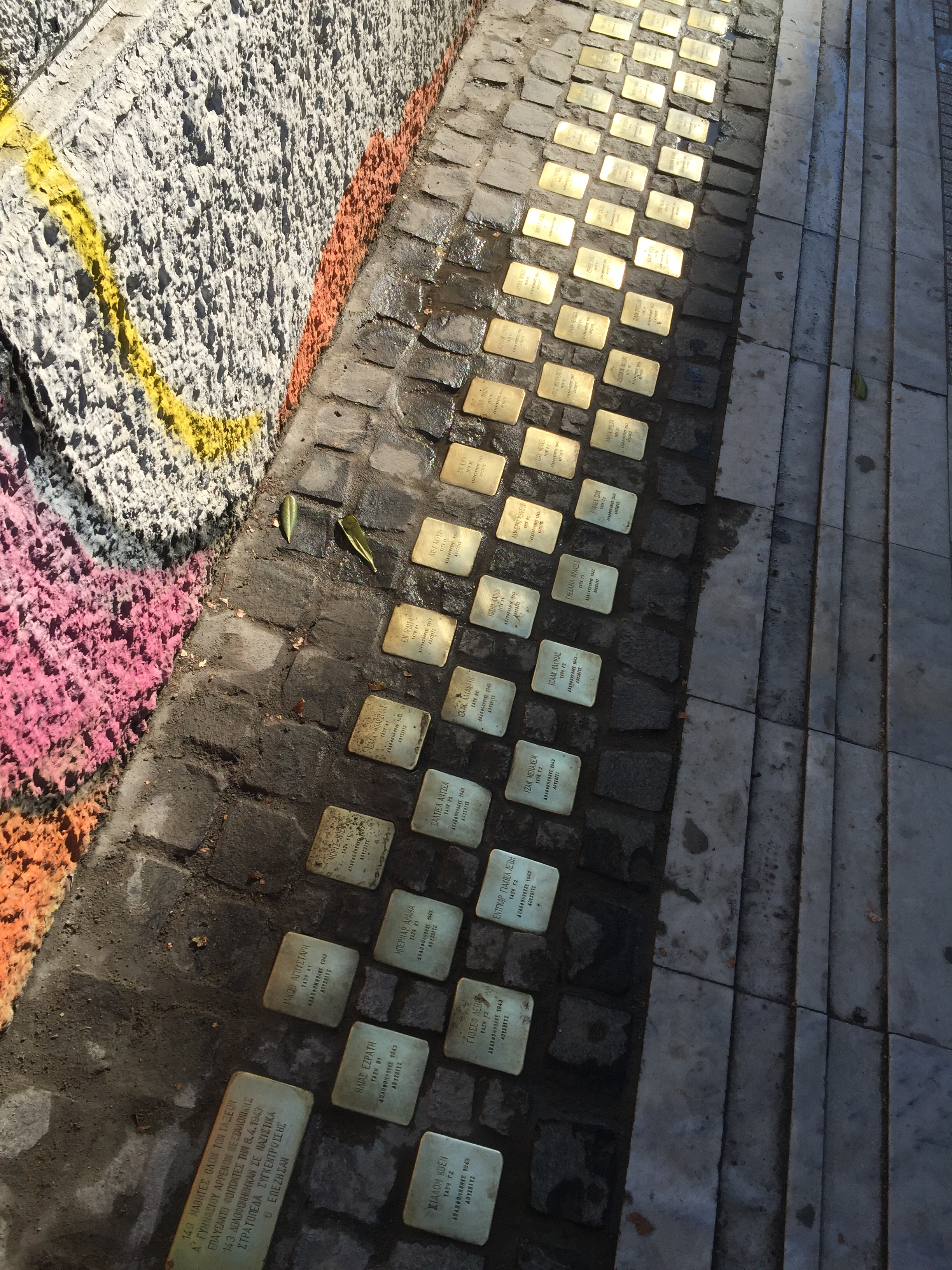
Pietre d'inciampo a Salonicco per commemorare i bambini deportati

L'Olocausto in Grecia, a lungo oscurato da altri eventi come la carestia greca, la resistenza greca e la guerra civile greca, è stato offuscato nella memoria greca da credenze esagerate sul grado di solidarietà mostrato dai cristiani greci medi. Un altro motivo della mancanza di attenzione sull'Olocausto è stato il livello relativamente alto di antisemitismo in Grecia, considerato più alto che in qualsiasi altro paese nell'Unione Europea precedente al 2004.
Le simpatie pro-palestinesi in Grecia portarono a un ambiente in cui gli ebrei non si distinguevano da Israele e l'antisemitismo poteva essere spacciato per un antisionismo di principio. La negazione dell'Olocausto è illegale in Grecia ma al tempo stesso è promossa da alcuni greci in particolare dal partito estremista Alba Dorata.
La storica Katherine Elizabeth Fleming scrive che spesso "la storia della distruzione degli ebrei greci è servita da veicolo per la celebrazione della gentilezza e del valore greco-ortodossi". Fleming afferma che mentre alcuni greci agirono eroicamente nel salvare gli ebrei, "a volte, i cristiani greci erano complici della distruzione delle vite degli ebrei; molti altri ne rimasero impassibili; e non pochi lo accolsero con favore".
Le questioni del collaborazionismo greco erano tabù per gli studiosi e cominciarono ad essere esaminate solo nel XXI secolo. Nel 2005, la Grecia ha aderito all'International Holocaust Remembrance Alliance e successivamente ha introdotto l'educazione all'Olocausto nel curriculum scolastico nazionale. Atene sarebbe stata l'ultima capitale europea senza un memoriale dell'Olocausto prima del suo completamento nel 2010. Ci sono anche monumenti a Salonicco (uno in piazza Eleftherias e un altro nel sito del vecchio cimitero ebraico), Rodi, Ioannina, Kavala, Larissa e altrove. I memoriali dell'Olocausto in Grecia sono stati oggetto di ripetuti atti vandalici. Nel 1977, il Museo Ebraico della Grecia è stato aperto ad Atene, e nel 2017 è iniziata la costruzione del Museo dell'Olocausto della Grecia a Salonicco. Nel 2020, 357 greci sono stati riconosciuti da Yad Vashem come Giusti tra le nazioni.